# Xã Castor, Quận Madison, Missouri
Xã Castor (tiếng Anh: Castor Township) là một xã thuộc quận Madison, tiểu bang Missouri, Hoa Kỳ. Năm 2010, dân số của xã này là 1.082 người.